# Frank Chamizo Marquez
Frank Chamizo Marquez (Matanzas, 1992. július 10. –) kubai származású, olasz, honosított szabadfogású birkózó. A 2019-es birkózó-világbajnokságon ezüstérmet nyert 74 kg-os súlycsoportban, szabadfogásban. A 2016. évi nyári olimpiai játékokon bronzérmet szerzett a 65 kg-os súlycsoportban. A 2017-es és a 2015-ös birkózó világbajnokságon aranyérmet szerzett 70, illetve 65 kilogrammos súlycsoportban. A 2019-es, 2017-es és a 2016-os birkózó Európa-bajnokságon aranyérmet szerzett. 

## Sportpályafutása
A 2019-es birkózó-világbajnokságon a döntő során az orosz Zaurbek Kazbekovics Szidakov volt ellenfele, aki 5–2-re legyőzte.